# 關西藥師佛禪寺
關西藥師佛禪寺，開放於2008年春，位於台灣省新竹縣關西鎮東山里11鄰四寮4-1號。主要供奉南無東方藥師琉璃光佛，二樓為大雄寶殿供奉三寶佛，提供信眾求籤、點燈、拜佛參訪。為台灣地區少數供奉藥師佛為主之寺廟，每年欣逢藥師琉璃光佛聖誕（農曆九月二十九日）皆邀請信徒前來恭賀禮讚。

## 信仰
藥師佛，又名「藥師琉璃光如來」，是東方琉璃光世界的教主，藥師佛於過去世，行菩薩道時，曾發十二大願，願為眾生解除病苦、消災延壽、賜予福報，於佛教傳於東亞之後在東亞盛行，信眾並以藥師琉璃光如來本願功德經為主要經典。

## 特色

### 供奉
- 一樓前殿擺設四大天王莊嚴法像，與六道輪迴浮雕圖
- 一樓大殿主供奉藥師琉璃光佛，並以日光菩薩與月光菩薩脅側左右。
- 二樓大雄寶殿主要供奉三寶佛，世尊弘法圖與六十子甲子太歲。

### 點燈
- 酥油蓮花心燈：以酥油心燈禮佛，祈求平安健康。
- 藥師佛燈：效法藥師佛十二大願，供奉藥師佛燈，消災解厄，佛力加披。[3]

### 求籤
求靈籤：福祿壽禧靈籤給予信眾祈求解籤。

## 公益
- 關西藥師佛禪寺發起「愛心菩薩」公益活動，平安米贈送貧戶[4]，與募集50萬愛心善款助日災後重建。[5]